# 蛍 (TUBEの曲)
『蛍』（ほたる）は、日本のバンド、TUBEの通算48作目のシングル。

## 概要
- TUBEのシングルとしては初めて「CDのみ（通常盤）」「CD＋DVD（初回生産限定盤）」の2つの形態での販売を行った。
- 表題曲は、2007年の野外ライヴで初披露した楽曲で、当初はシングルカットするかどうかで迷っていた。だがライヴでの反響が思ったよりも大きかったので、冬に発売されたアルバム『WINTER LETTER』にこの曲を収録しようと考えた。しかし一般に知られている「夏に発光する蛍」が冬に関係ないのでアルバムには収録しなかった[1]。
- ミュージック・ビデオには女優の黒谷友香が出演し、父子家庭に育つ家族愛をモチーフにしている。CDジャケットの写真は女優の福田麻由子。詞は「愛」や「命の儚さ」を初夏に水辺で舞う蛍の光に見立てたもの[2]。
- カップリング曲「OLD BASEBALL MAN」は、2007年春からタイアップ先にて使用されていた楽曲を初音源化したもの。
- LIVE DVD『TUBE LIVE AROUND 2007 冬でごめんね～WINTER LETTER～』と同時発売。

## 収録曲
| 全作詞: 前田亘輝、全作曲: 春畑道哉、全編曲: TUBE。 |                       |          |            |      |
| #                                                  | タイトル              | 作詞     | 作曲・編曲 | 時間 |
| 1.                                                 | 「蛍」                | 前田亘輝 | 春畑道哉   | 3:56 |
| 2.                                                 | 「OLD BASEBALL MAN」  | 前田亘輝 | 春畑道哉   | 4:44 |
| 3.                                                 | 「春夏秋冬」          | 前田亘輝 | 春畑道哉   | 4:36 |
| 4.                                                 | 「蛍 (Instrumental)」 | 前田亘輝 | 春畑道哉   | 3:56 |
| 合計時間:                                          | 合計時間:             | 17:12    |            |      |

| #  | タイトル               | 作詞 | 作曲・編曲 |
| -- | ---------------------- | ---- | ---------- |
| 1. | 「蛍」(～Video Clip～) |      |            |

## 楽曲の収録アルバム
- Paradiso (#1)
- 35年で35曲 “愛と友” 〜僕のMelody 君のために〜（#1、リミックス）
- All Singles TUBEst -White- (#1)

## タイアップ
蛍
- テレビ朝日系『ビートたけしのTVタックル』エンディング・テーマ

OLD BASEBALL MAN
- フジテレビ系『BASEBALL SPECIAL 2007〜野球道〜』テーマソング